# Epicauta insignis
Epicauta insignis es una especie de coleóptero de la familia Meloidae.

## Distribución geográfica
Habita en  Estados Unidos.